# L'assassino è ancora tra noi
L'assassino è ancora tra noi è un film italiano del 1986 diretto da Camillo Teti.
Conosciuto anche con il titolo Firenze! L'assassino è ancora tra noi.

## Trama
Firenze. Cristiana Marelli, studentessa romana di criminologia fuori sede ha scelto come argomento per la sua tesi di laurea il delitto del 1974 del "Mostro", seguendo anche le indagini della polizia sul maniaco, per poter approfondire meglio anche la sua personalità. La curiosità della ragazza riguardo al caso la porta ben presto a decidere di svolgere indagini per proprio conto, nonostante venga consigliata da più parti (polizia, il proprio professore) di lasciar perdere questa storia e fare la tesi su un altro argomento. Durante la sua indagine, Cristiana conosce un giovane medico legale, Alex, con cui intreccia una relazione sentimentale: anche Alex non è affatto entusiasta che Cristiana sia così interessata alla vicenda del Mostro ed invita più volte la fidanzata a desistere, ma Cristiana è ormai troppo presa dal caso. Indirizzata presso un bar dell'hinterland fiorentino, La Taverna del Diavolo, noto ritrovo di guardoni, Cristiana riesce a partecipare ad una loro spedizione notturna; il gestore del bar sembra essere in possesso di importanti informazioni sul caso, ma prima di poterle confessare alla ragazza viene barbaramente assassinato. Ben presto Cristiana si ritrova dentro una spiacevole quanto inquietante spirale fatta di pedinamenti, tentati investimenti da parte di una misteriosa ambulanza, telefonate minacciose, indesiderate visite notturne al suo appartamento; la ragazza inizierà a sospettare di tutti coloro che le stanno intorno, compreso Alex, il quale mostra più di una volta un atteggiamento ambiguo e misterioso, mentre il serial killer continua indisturbato a mietere altre vittime.

## Produzione
Il film venne realizzato in poche settimane e con un budget ristretto, per sfruttare la scia emotiva lasciata nell'opinione pubblica da quello che sarà a posteriori l'ultimo duplice omicidio del "Mostro di Firenze", avvenuto nel settembre 1985.

## Colonna sonora
La colonna sonora di Detto Mariano è rimasta inedita per trent’anni, finché, nel 2016, è stata pubblicata in doppio vinile, disponibile anche di colore blu. Le prime due facciate propongono le sequenze sonore così come proposte durante il film, tra divagazioni elettroniche e rumori di scena. Le seconde due facciate presentano, invece, alcuni dei brani portanti rimasterizzati, più alcune bonus track.

## Distribuzione
La pellicola venne distribuita nelle sale cinematografiche italiane a partire dal 7 febbraio del 1986.

## Opere correlate
Due mesi dopo, il 12 aprile 1986, arrivò nelle sale una seconda pellicola narrante la vicenda del "Mostro di Firenze", distribuita dalla Titanus e intitolata Il mostro di Firenze, tratta dal libro omonimo di Mario Spezi, con la regia di Cesare Ferrario e interpretata da Leonard Mann, Bettina Giovannini e Gabriele Tinti.